# Palazuelos de Cuesta-Urría
Palazuelos de Cuesta-Urría es una localidad del municipio burgalés de Trespaderne, en la Comunidad Autónoma de Castilla y León (España). 
La iglesia está dedicada a La Natividad de Nuestra Señora.

## Localidades limítrofes
Confina con las siguientes localidades:
- Al norte con Santotís.
- Al noreste con Virués.
- Al sureste con Cillaperlata.
- Al noroeste con Trespaderne.

## Demografía
Evolución de la población
| Gráfica de evolución demográfica de Palazuelos de Cuesta Urria entre 2000 y 2017 |
|                                                                                  |
| Población de derecho (2000-2017) según el padrón municipal del INE               |

## Historia
Así se describe a Palazuelos de Cuesta Urria en el tomo XII del Diccionario geográfico-estadístico-histórico de España y sus posesiones de Ultramar, obra impulsada por Pascual Madoz a mediados del siglo XIX:

Villa de la provincia, diócesis, audiencia territorial y capitanía general de Burgos (13 leguas), partido judicial de Villarcayo (5) y ayuntamiento de la merindad de Cuestaurría, su capital Nofuentes (2); se halla situada en terreno desigual, a la falda de una colina que la rodea por los lados S y O, y a las márgenes de los ríos Ebro y Gerta; su clima es templado, reinan todos los vientos, y las enfermedades más frecuentes son las fiebres gástricas. Tiene 46 casas construidas de piedra; una iglesia parroquial (la Natividad de Nuestra Señora); un cementerio alrededor de la misma, y una ermita bajo la advocación de San Sebastián, distante medio cuarto de legua N del pueblo, en el camino que va a Bascuñuelos; el culto de la expresada iglesia está servido por un cura párroco y un sacristán, y los habitantes se surten para beber y demás usos, de las aguas del río Gerta y una fuente que hay a la orilla de este, las cuales son potables y buenas. El término confina N Santotis, Virnes, Bascuñuelos y Lozares; E Quintana María; S río Ebro, y O Traspaderne; en un alto al SO existió un pueblo o barrio denominado Castrillo, cuyo término debió ser del monasterio de Oña, pues se llevaba la tercera parte del diezmo. El terreno es de 3.ª calidad y de secano, el cual sin embargo podría regarse a poca costa con las aguas del río Gerta; hay muchas canteras de piedra y 4 montes conocidos con los nombres de Castrillo, Brojos, San Sebastián y San Pedro, poblados, aunque con escasez de robles y pinos. Caminos: el que conduce de Frías a Trespaderne en mal estado. Correos: la correspondencia se recibe de la capital del partido. Producciones: trigo, centeno, maíz y vino chacolí; cría ganado lanar y vacuno de labor; caza de liebres, perdices y codornices; y pesca de truchas, anguilas y barbos. Industria: la agrícola y un molino harinero en regular estado. Población: 38 vecinos, 146 almas. Capital productivo: 148.000 reales. Imponible: 14.170 reales. Contribución: 5.171 reales 16 maravedíes.
Diccionario geográfico-estadístico-histórico de España y sus posesiones de Ultramar